# Auguste Pierre Chouteau
Auguste Pierre Chouteau, född 1786 i S.t Louis, Missouri, död 1838 i Salina, Oklahoma, var en amerikansk officer och handelsman.
A.P. Chouteau tillhörde en känd amerikansk, ursprungligen fransk, släkt av pälsjägare och handelsmän. Hans farbror René Auguste Chouteau deltog som tonåring i den av Pierre Laclède ledda expedition som 1764 grundade staden S.t Louis i dåvarande spanska Louisiana.
Auguste Pierre Chouteau fick sin militära utbildning i West Point men lämnade armén 1807, nästan direkt efter att han fått ut sin officersexamen, för att delta i familjens affärsverksamhet som huvudsakligen innebar pälshandel med olika indianstammar, för hans del framför allt osagerna. 
Chouteau ryckte ibland in som vägvisare och tolk för olika mer eller mindre äventyrliga expeditioner, vilket bland annat ledde till en kort tid i fängelse i Mexiko 1817. Chouteau deltog också i de fredsförhandlingar som följde på överste Henry Dodges expedition till kiowaernas område 1834 och var en av USA:s representanter vid undertecknandet av ett fredsavtal 1837 med kiowaernas överhövding Dohasan.
Tätorten Chouteau i Oklahoma, har fått sitt namn efter Auguste Pierre Chouteau.